# Lista de condados de Vermont

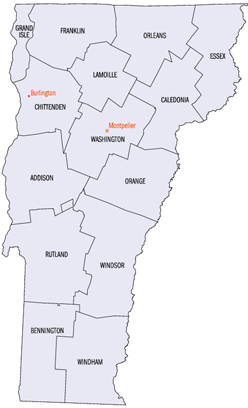
Mapa dos condados de Vermont

Há quatorze condados em Vermont. Estes condados juntos, tem 255 unidades políticas, 237 cidades e 5 áreas não-incorporadas. Cada município tem uma sede, conhecida como shire town. Em 1779, Vermont tinha dois condados. O lado oeste do estado foi chamado de Condado de Bennington e o leste foi chamado de Condado de Cumberland. Em 1781, o Condado de Cumberland foi dividido em três condados. O Condado de Washington hoje é conhecido como Condado de Jefferson. O Condado de Essex, Condado de Orleans e o Condado de Caledonia receberam esse nome graças ao Northeast Kingdom.
| A seguir, lista dos 14 condados de Vermont. - Addison - Bennington - Caledonia - Chittenden - Essex - Franklin - Grand Isle - Lamoille - Orange - Orleans - Rutland - Washington - Windham - Windsor |